# Municipio de Fagersta
Fagersta (en sueco: Fagersta kommun) es un municipio de la provincia de Västmanland, Suecia. Tiene una población estimada, a fines de 2020, de 13,267 habitantes.
Su sede se encuentra en la ciudad de Fagersta. El municipio actual se creó en 1967, cuando la ciudad de Fagersta se fusionó con la parroquia de Västervåla.

## Localidades
Hay dos áreas urbanas (tätort) en el municipio:
| # | Tätort   | Población |
| - | -------- | --------- |
| 1 | Fagersta | 12 021    |
| 2 | Hedkärra | 208       |